# David Cullinane

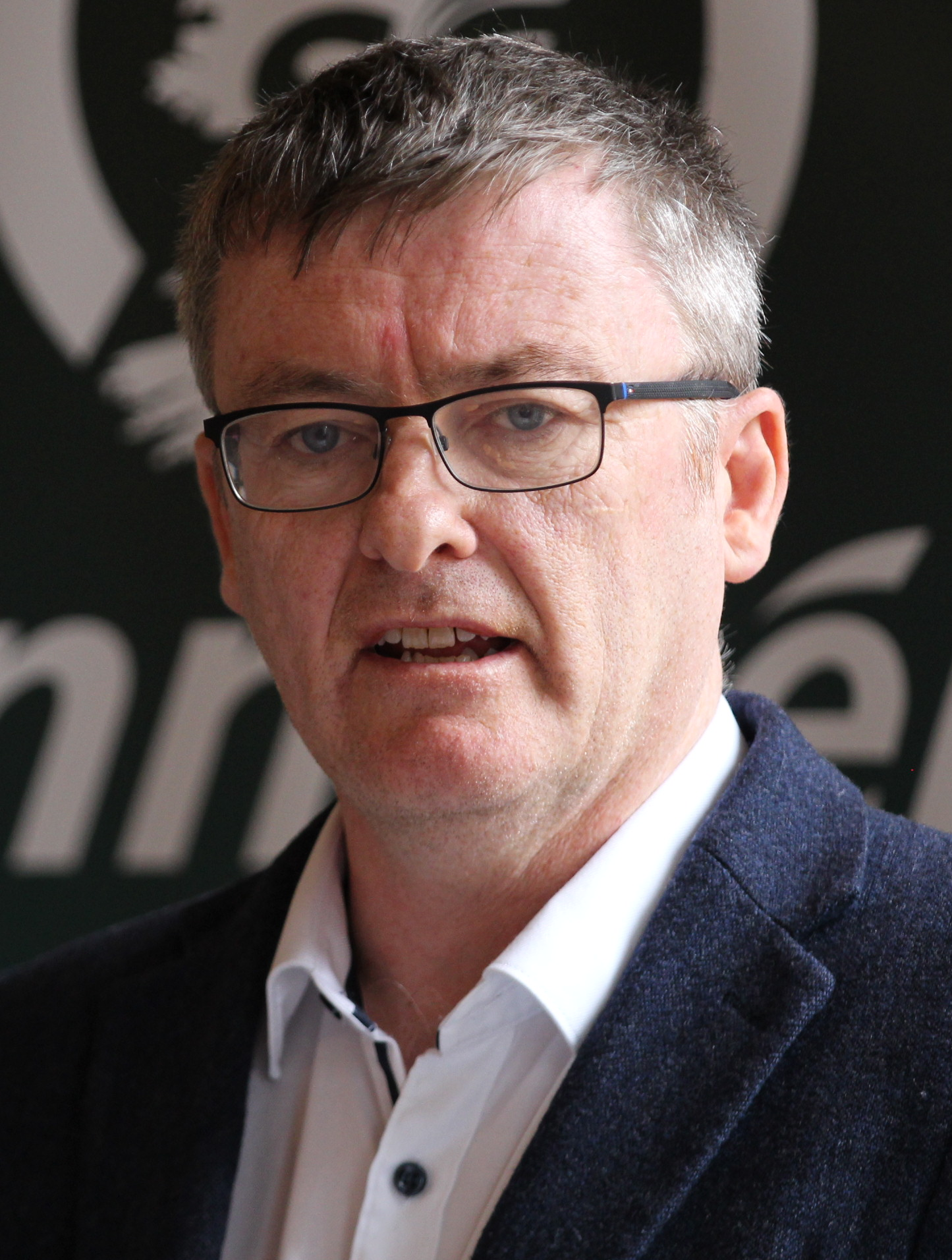
David Cullinane (2024)

David Cullinane (* 4. Juli 1974 in Waterford, Irland) ist ein irischer Politiker, der seit Februar 2016 Abgeordneter im Dáil Éireann ist.

## Leben
Cullinane studierte am Waterford Institute of Technology. 2004 und 2009 wurde er in den Waterford County Council gewählt. Ohne Erfolg versuchte er 2002, 2007 und 2011 im Wahlkreis Waterford in den Dáil Éireann gewählt zu werden. Er zog stattdessen über die Arbeitnehmerliste in den Seanad Éireann ein. Bei den Wahlen 2016 war er dann erfolgreich und erreichte einen Sitz im Wahlkreis Waterford. 2020 und 2024 konnte er diesen Erfolg wiederholen.

## Privates
David Cullinane war von 2007 bis 2013 mit Kathleen Funchion verheiratet. Gemeinsam haben sie zwei Kinder.